# Região Geográfica Imediata de Araxá

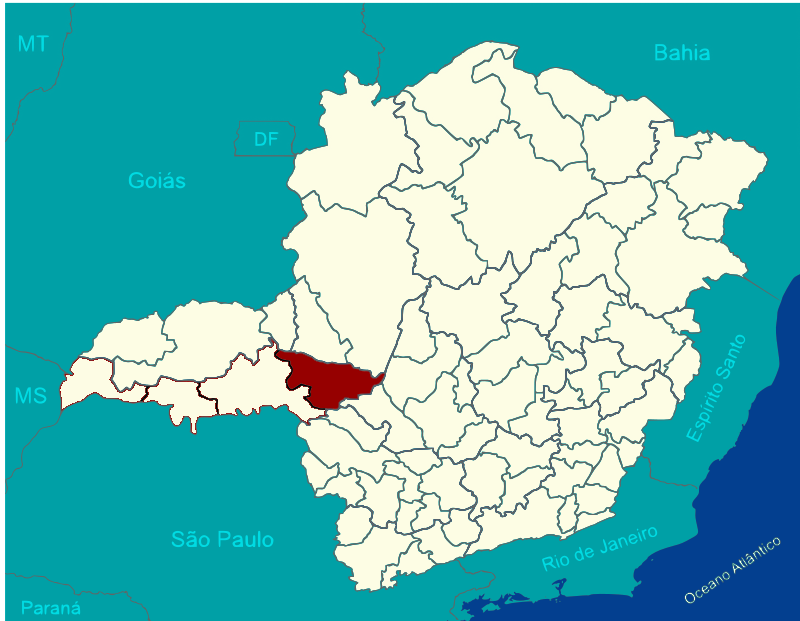
Região Geográfica Imediata de Araxá.

A Região Geográfica Imediata de Araxá é uma das 70 regiões geográficas imediatas do Estado de Minas Gerais, uma das quatro regiões geográficas imediatas que compõem a Região Geográfica Intermediária de Uberaba e uma das 509 regiões geográficas imediatas do Brasil, criadas pelo IBGE em 2017.

## Municípios
É composta por 8 municípios. 
- Araxá
- Campos Altos
- Ibiá
- Pedrinópolis
- Perdizes
- Pratinha
- Santa Rosa da Serra
- Tapira

## Estatísticas
Tem uma população estimada pelo IBGE para 1.º de julho de 2017 de 176 736 habitantes e área total de 9 473,902 km².